# Маттео Берреттіні
Маттео Берреттіні (італ. Matteo Berrettini) — італійський тенісист. Переможець семи турнірів ATP в одиночному розряді та двох у парному. Найвища позиція в одиночному рейтингу — 6 (січень 2022), в парному — 105 (липень 2019). Найбільше досягнення — фінал Вімблдонського турнірі 2021 (програв Новаку Джоковічу). Окрім того Берреттіні виходив до чвертьфіналів усіх чотирьох турнірів Великого шлему, першим з італійців та з усього покоління гравців, народжених у 1990-ті роки.
Берреттіні дебютував у турнірі  ATP на Чемпіонаті Італії 2017 року, отримавши вайлдкард. Він програв свій перший матч Фабіо Фоніні.

## Фінали турнірів ATP

### Одиночний розряд: 16 (10 титулів, 6 поразок)
| Легенда                      |
| ---------------------------- |
| Турніри Великого шлему (0–1) |
| Фінал ATP (0–0)              |
| Тур ATP Мастерс 1000 (0–1)   |
| Тур ATP 500 (2–0)            |
| Тур ATP 250 (8–4)            |

| Фінали за покриттям |
| ------------------- |
| Ґрунт (6–3)         |
| Трава (4–2)         |
| Тверде (0–1)        |

| Фінали за умовами |
| ----------------- |
| Під небом (10–6)  |
| У залі (0–0)      |

| Результат | В-П  | Дата     | Турнір                             | Tier         | Покриття | Опонент                 | Рахунок                 |
| --------- | ---- | -------- | ---------------------------------- | ------------ | -------- | ----------------------- | ----------------------- |
| Перемога  | 1–0  | Лип 2018 | Swiss Open Gstaad, Швейцарія       | ATP 250      | Ґрунт    | Роберто Баутіста Аґут   | 7–6(11–9), 6–4          |
| Перемога  | 2–0  | Кві 2019 | Hungarian Open, Угорщина           | ATP 250      | Ґрунт    | Філіп Країнович         | 4–6, 6–3, 6–1           |
| Поразка   | 2–1  | Тра 2019 | BMW Open, Німеччина                | ATP 250      | Ґрунт    | Крістіан Гарін          | 1–6, 6–3, 6–7(1–7)      |
| Перемога  | 3–1  | Чер 2019 | Stuttgart Open, Німеччина          | ATP 250      | Трава    | Фелікс Оже-Аліассім     | 6–4, 7–6(13–11)         |
| Перемога  | 4–1  | Кві 2021 | Serbia Open, Сербія                | ATP 250      | Ґрунт    | Аслан Карацев           | 6–1, 3–6, 7–6(7–0)      |
| Поразка   | 4–2  | Тра 2021 | Мастерс Мадрид, Іспанія            | Masters 1000 | Ґрунт    | Александр Зверєв        | 7–6(10–8), 4–6, 3–6     |
| Перемога  | 5–2  | Чер 2021 | Queen's Club Championships, UK     | ATP 500      | Трава    | Кемерон Норрі           | 6–4, 6–7(5–7), 6–3      |
| Поразка   | 5–3  | Лип 2021 | Вімблдонський турнір, UK           | Grand Slam   | Трава    | Новак Джокович          | 7–6(7–4), 4–6, 4–6, 3–6 |
| Перемога  | 6–3  | Чер 2022 | Stuttgart Open, Німеччина (2)      | ATP 250      | Трава    | Енді Маррей             | 6–4, 5–7, 6–3           |
| Перемога  | 7–3  | Чер 2022 | Queen's Club Championships, UK (2) | ATP 500      | Трава    | Філіп Країнович         | 7–5, 6–4                |
| Поразка   | 7–4  | Лип 2022 | Swiss Open, Швейцарія              | ATP 250      | Ґрунт    | Каспер Рууд             | 6–4, 6–7(4–7), 2–6      |
| Поразка   | 7–5  | Жов 2022 | Tennis Napoli Cup, Італія          | ATP 250      | Тверде   | Лоренцо Музетті         | 6–7(5–7), 2–6           |
| Перемога  | 8–5  | Кві 2024 | Grand Prix Hassan II, Марокко      | ATP 250      | Ґрунт    | Роберто Карбальєс Баена | 7–5, 6–2                |
| Поразка   | 8–6  | Чер 2024 | Stuttgart Open, Німеччина          | ATP 250      | Трава    | Джек Дрейпер            | 6–3, 6–7(5–7), 4–6      |
| Перемога  | 9–6  | Лип 2024 | Swiss Open, Швейцарія (2)          | ATP 250      | Ґрунт    | Квентен Аліс            | 6–3, 6–1                |
| Перемога  | 10–6 | Лип 2024 | Austrian Open Kitzbühel, Австрія   | ATP 250      | Ґрунт    | Юґо Ґастон              | 7–5, 6–3                |

### Парний розряд: 3 (2 титули, 1 поразка)
| Легенда                       |
| ----------------------------- |
| Турніри Великого шолома (0–0) |
| ATP Фінали (0–0)              |
| ATP Masters 1000 (0–0)        |
| ATP 500 (0–0)                 |
| ATP 250 (2–1)                 |

| Фінали за покриттям |
| ------------------- |
| Тверде (1–1)        |
| Ґрунт (1–0)         |
| Трава (0–0)         |

| Фінали за умовами |
| ----------------- |
| Під небом (0–0)   |
| У залі (0–0)      |

| Результат | В-П | Дата     | Турнір                       | Tier    | Покриття   | Партнер          | Опоненти                    | Рахунок            |
| --------- | --- | -------- | ---------------------------- | ------- | ---------- | ---------------- | --------------------------- | ------------------ |
| Перемога  | 1–0 | Лип 2018 | Swiss Open Gstaad, Швейцарія | ATP 250 | Ґрунт      | Даніеле Браччалі | Денис Молчанов Ігор Зеленай | 7–6(7–2), 7–6(7–5) |
| Перемога  | 2–0 | Вер 2018 | St. Petersburg Open, Росія   | ATP 250 | Тверде (i) | Фабіо Фоніні     | Роман Єбави Матве Мідделкоп | 7–6(8–6), 7–6(7–4) |
| Поразка   | 2–1 | Вер 2019 | St. Petersburg Open, Росія   | ATP 250 | Тверде (i) | Сімоне Болеллі   | Дівідж Шаран Ігор Зеленай   | 3–6, 6–3, [8–10]   |